# Élections législatives de 2018 en république démocratique du Congo
Les élections législatives congolaises de 2018 ont lieu le 30 décembre 2018 en république démocratique du Congo (RDC) en même temps que la présidentielle et les provinciales. Reportées à plusieurs reprises depuis 2016, ces élections voient le renouvellement des 500 membres de l'Assemblée nationale, la chambre basse du Parlement de la république démocratique du Congo.

## Contexte
Le report à plusieurs reprises des élections est liée à celui de la présidentielle devant avoir lieu simultanément. Initialement prévues fin 2016, les élections n'ont finalement pas lieu à la suite de l'annonce le 29 septembre 2016 de leur report à 2018 par la Commission électorale indépendante (CENI), pour cause de fichier électoral incomplet. Ce report entraîne une profonde crise intérieure causant une quarantaine de morts, et des négociations avec l'opposition amènent par la suite à fixer le report à un maximum d'un an, soit décembre 2017. Le 7 juillet 2017, cependant, le président de la CENI déclare impossible de tenir ce délai. Le 5 novembre 2017, il fixe finalement la date du scrutin présidentiel, couplé aux législatives et aux provinciales, au 23 décembre de l'année suivante, avec publication des résultats des législatives le 23 janvier suivant,.

## Mode de scrutin
La RDC est dotée d'un parlement bicaméral composé d'une chambre haute élue au scrutin indirect, le Sénat et d'une chambre basse élue au suffrage universel direct, l'Assemblée nationale.
Cette dernière, la seule concernée par ces élections, est composée de 500 sièges dont les membres sont élus pour cinq ans selon un système mixte. 62 députés sont ainsi élus au scrutin uninominal majoritaire à un tour dans autant de circonscriptions, tandis que les 438 députés restants sont élus au scrutin proportionnel avec listes ouvertes et vote préférentiel dans 119 circonscriptions plurinominales. Un seuil électoral de 1 % des suffrages exprimés au niveau national est appliqué, après quoi la répartition des sièges est faite selon la méthode du plus fort reste, qui tend à favoriser les petits partis,,
Les listes étant dites ouvertes, un électeur votant pour la liste d'un parti a la possibilité d'utiliser un vote préférentiel pour le nom d'un seul candidat afin de faire monter sa place dans la liste pour laquelle il se présente, la répartition des sièges obtenus par ces dernières se faisant par la suite selon la méthode dite du plus fort reste.
Début décembre 2017, le gouvernement rédige un projet de loi visant à instaurer un seuil électoral de 3 %. Face aux protestations d'une grande partie de l'opposition et de la classe politique, le seuil est ramené à 1 %. La somme à verser pour présenter une candidature est également augmentée à l'équivalent d'environ 450 euros, tout en instaurant une dégressivité de cette somme pour les listes présentant plusieurs candidats, l'objectif étant dans les deux cas de limiter la dispersion des partis politiques. L'assemblée approuve ce changement de la loi électorale, dans la nuit du 15 décembre.
Trois jours avant la date prévue du 23 décembre, le scrutin est reporté au 30 décembre par la Commission électorale nationale et indépendante (Céni) en raison de retard dans l'impression des bulletins, des difficultés rencontrées face à l'épidémie d'Ebola dans l'est du pays, ainsi que par l'incendie d'un entrepôt de la commission.

## Forces en présence
Le président sortant Joseph Kabila forme quelques mois avant les élections une coalition dite Front commun pour le Congo (FCC) dont la charte appelle les partis membres à s'engager à soutenir une seule candidature à la présidentielle.
Un total de 15 355 candidats se présentent aux élections.

## Campagne
La campagne officielle débute le 21 novembre et dure un mois. Un total de 15 355 candidats se présentent aux élections,.

## Déroulement

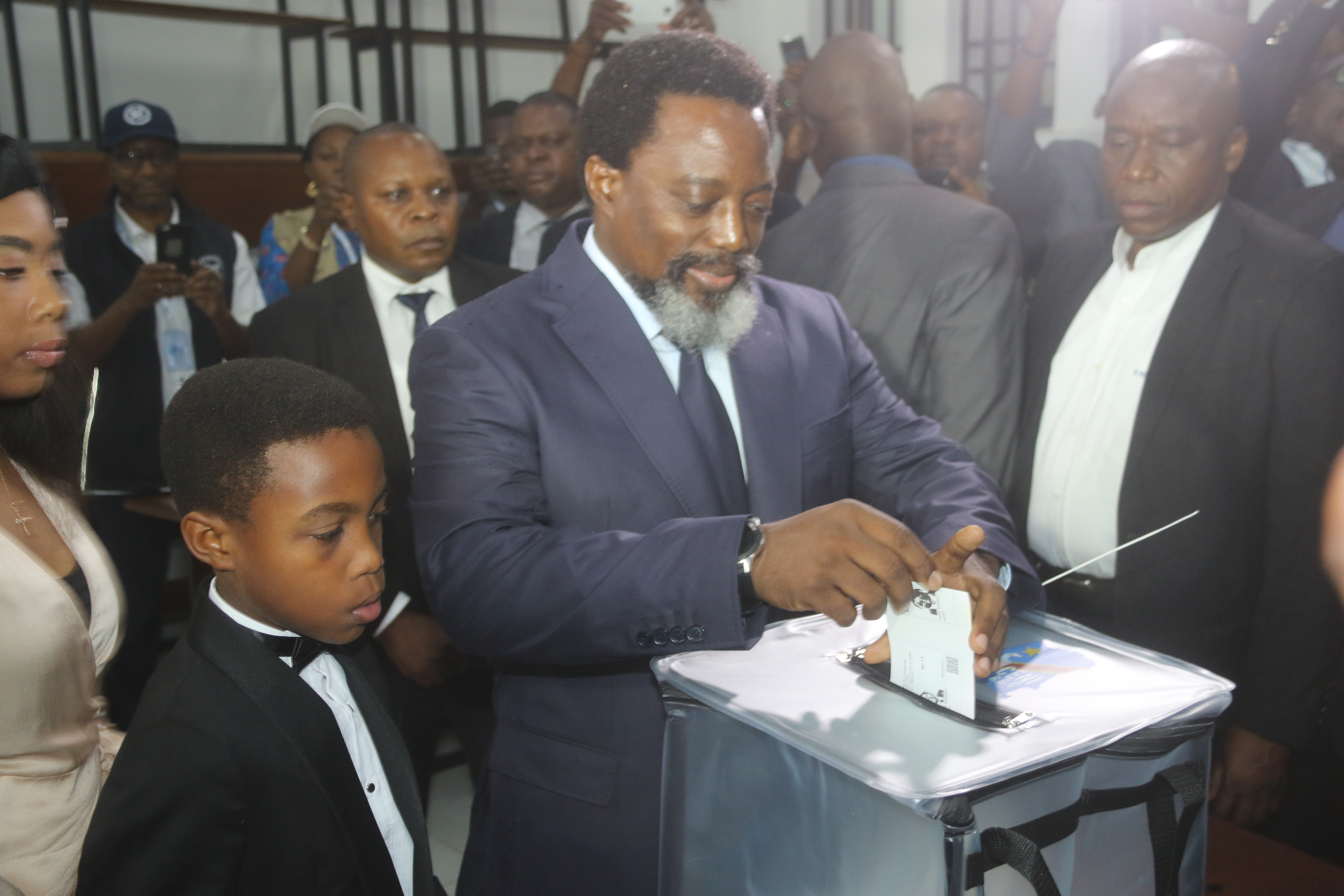
Le président Joseph Kabila en train de voter

Trois jours avant la date prévue du 23 décembre, le scrutin est reporté au 30 par la Commission électorale nationale et indépendante (CENI) en raison de retard dans l'impression des bulletins, des difficultés rencontrées face à l'épidémie d'Ebola dans l'est du pays, ainsi que par l'incendie d'un entrepôt de la commission.
Le 26 décembre 2018, soit 4 jours avant le scrutin, la CENI déclare qu'il sera impossible d'organiser les élections dans les villes de Beni, Butembo et Yumbi pour cause de « persistance de l'épidémie de maladie à virus Ebola » et à cause du risque « d'incidents meurtriers ». Les opérations électorales pour ces villes sont alors reportées au mois de mars 2019 pour ce qui est des législatives et des provinciales, et annulées pour la présidentielle. Les partis d'opposition considèrent qu'il s'agit là d'une manœuvre politique car les circonscriptions exclues votent habituellement pour des candidats d'opposition.
Le 30 décembre 2018, de nombreux dysfonctionnements sont constatés car le matériel fourni pour les opérations de vote est soit défaillant soit manquant. De plus, de nombreuses irrégularités sont rapportées. À Beni, ville dans laquelle le scrutin a été annulé, le mouvement citoyen LuCha organise une élection symbolique afin de démontrer sa faisabilité malgré la décision de la CENI.

### Galerie

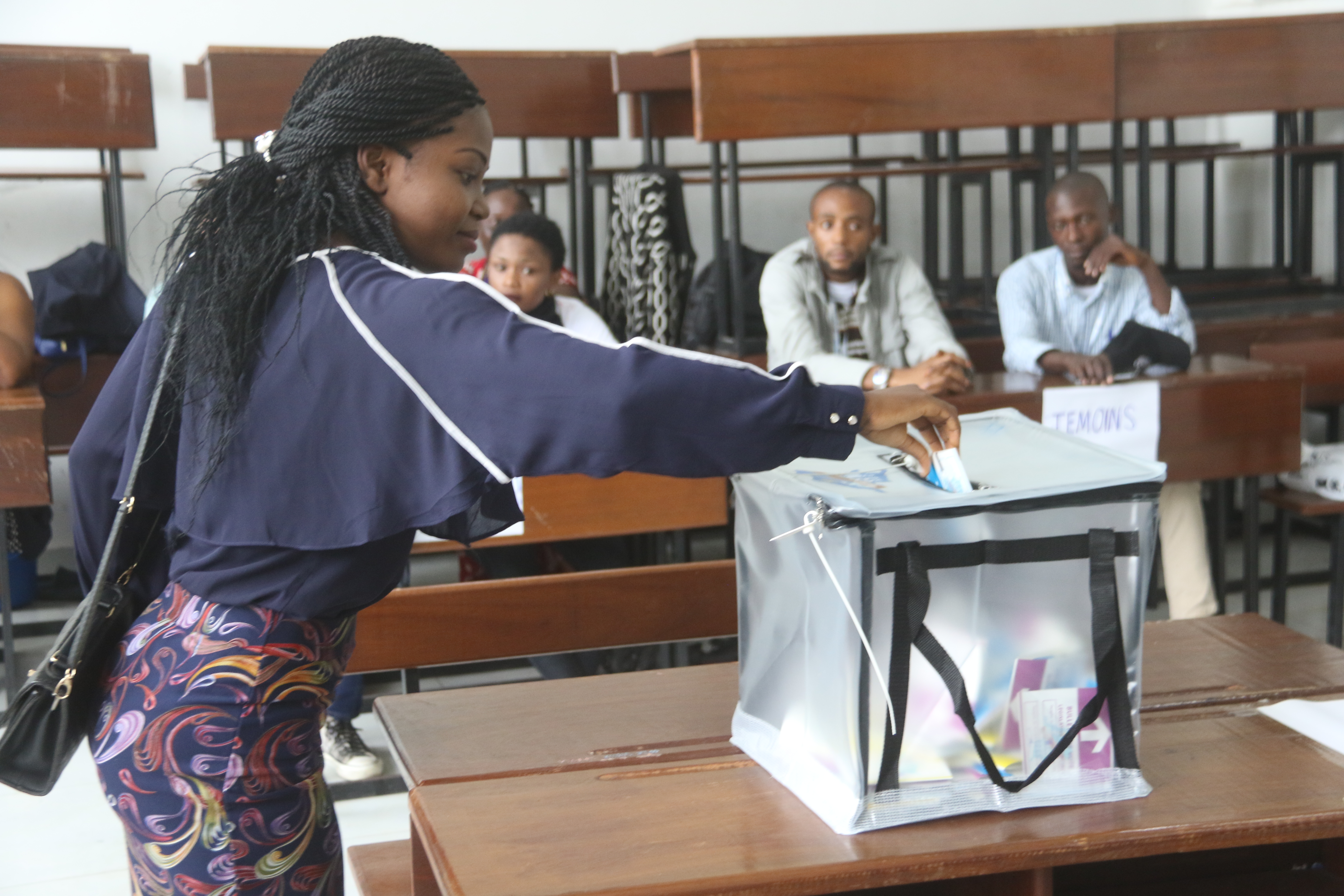
Femme votant à Kinshasa devant des scrutateurs
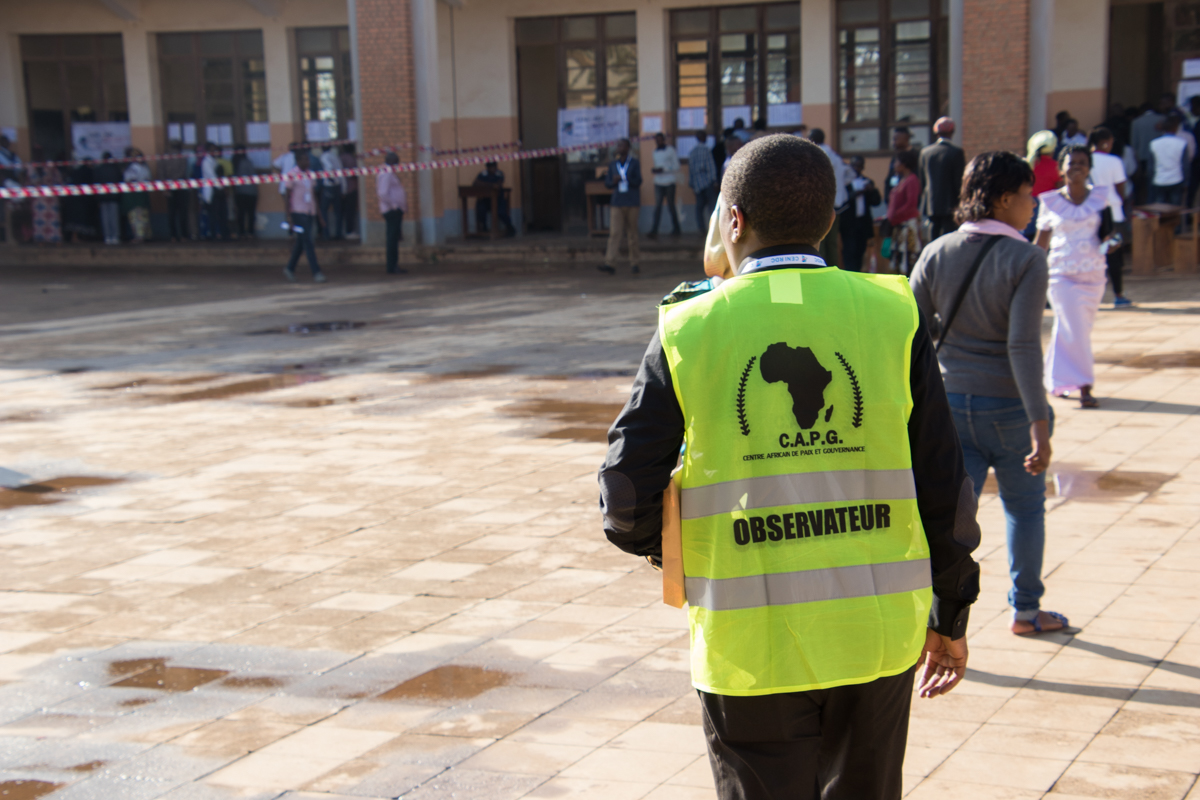
Observateur du Centre Africain de Paix et Gouvernance
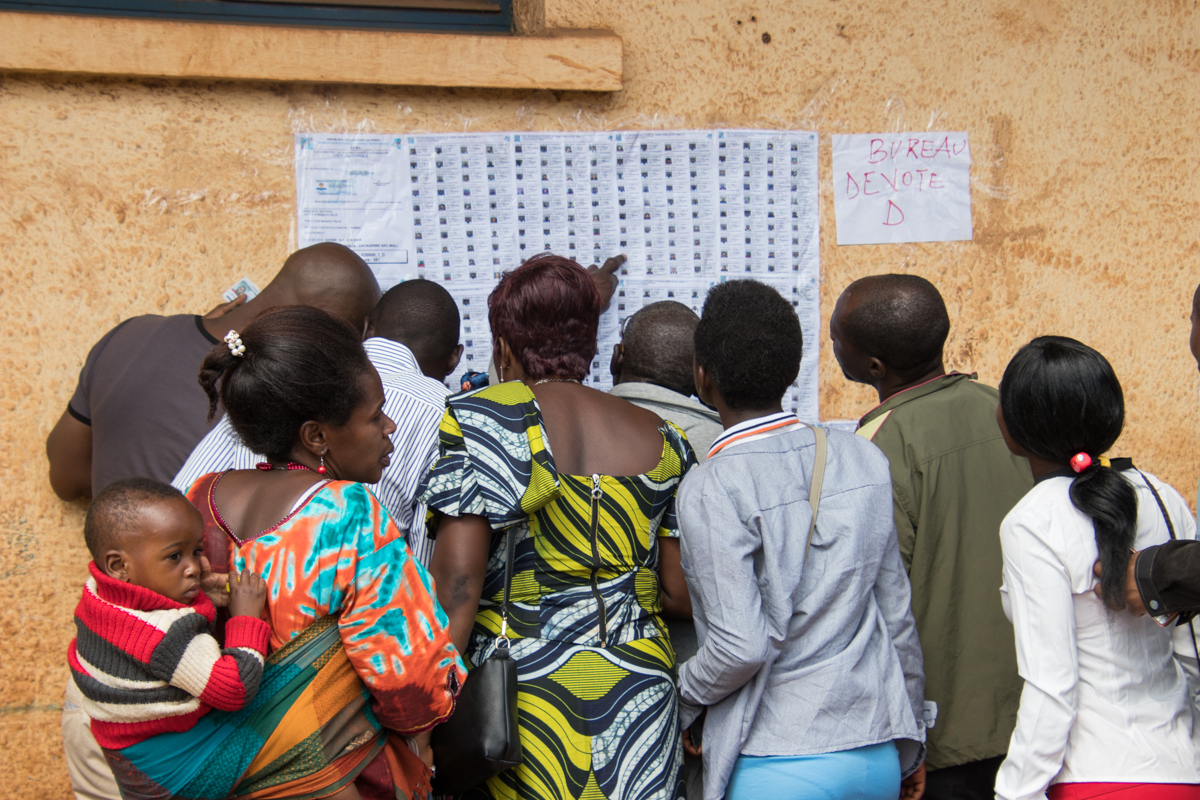
Électeurs cherchant leurs noms sur les listes pour identifier leurs bureaux de vote
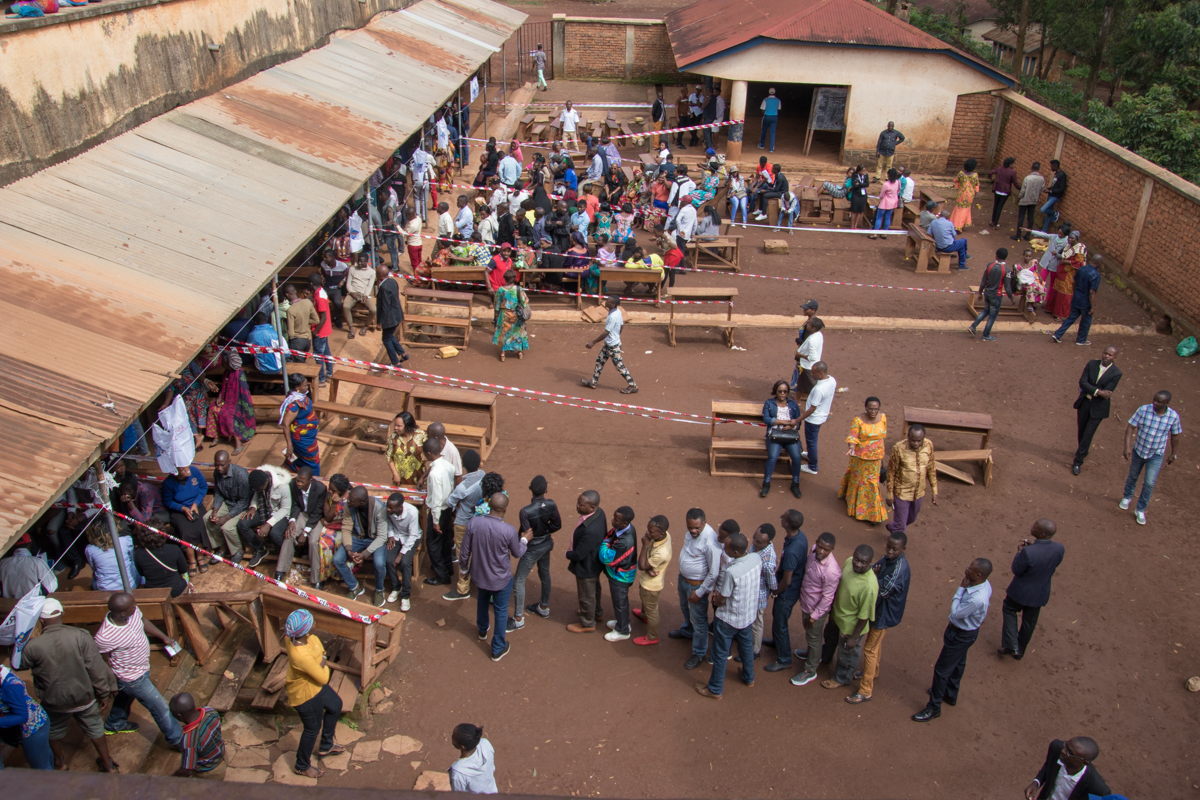
Files d'attente dans une école de campagne
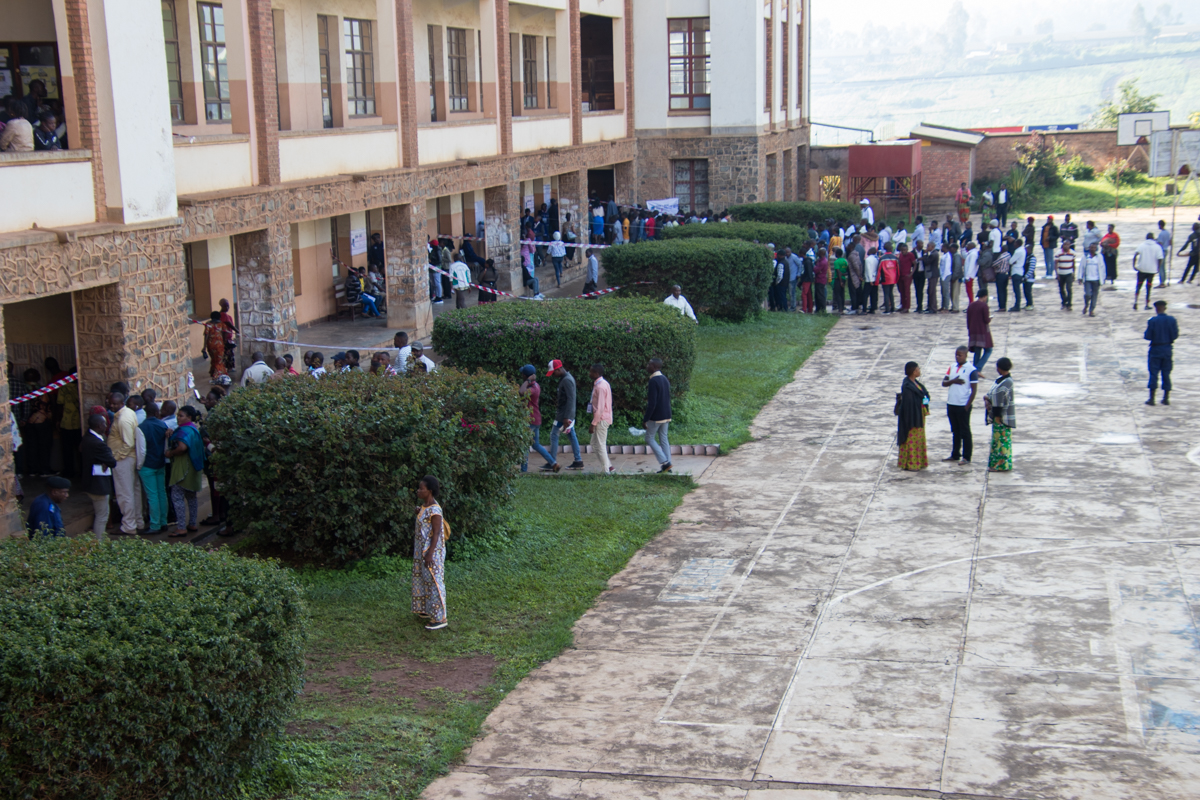
Files d'attente à Kinshasa

## Résultats
L'annonce des résultats provisoires par la Céni est initialement prévue avant le 6 janvier 2019, avant d'être finalement repoussée au 12 janvier.
En accord avec le calendrier de la Céni, le dépôt des recours devrait avoir lieu dans la semaine suivante, jusqu'au 19 janvier. Leur traitement devrait être effectué dans les soixante jours, jusqu'à la date limite du 23 mars. L'installation de la nouvelle assemblée nationale au cours d'une première session extraordinaire devrait pour sa part se faire dès le 26 janvier .

### Résultats notables
Un total de 33 partis et regroupements politiques auraient atteints le seuil électoral de 1 % au niveau national, selon les résultats provisoires de la Céni. Avec 18 161 182 suffrages exprimés, celui ci équivaudrait ainsi à 181 611 voix
Du fait du report du scrutin dans les circonscriptions de Beni territoire, Beni Ville, Butembo et Yumbi, dans l'est du pays, les résultats portent alors sur 485 députés sur 500, les 15 restants devant être pourvus en mars. Sur les 485 élus, 50 sont des femmes, un record dans le pays depuis le retour au multipartisme. 
Selon la Céni, dix candidats obtiennent plus de la moitié des suffrages exprimés dans leurs circonscriptions en leurs noms. Ces candidats, dits « élus exceptionnels », obtiennent d'office un siège en accord avec l'article 118 de la loi électorale congolaise même si leurs parti ou formation n'atteint pas le seuil électoral de 1 %, sans pour autant faire augmenter le total des sièges dans la circonscription,. Il s'agit notamment des ex-candidats à la présidence Vital Kamerhe avec 86 832 voix dans le Sud Kivu à Bukavu ville, de l'ex président de l'assemblée et vice président de la RDC Évariste Boshab avec 80 521 votants dans celle de Mweka au Kasaï-Occidental, ainsi que de l'ex-candidat Adolphe Muzito avec 62 798 votants dans celle de Kikwit dans la province de Kwilu

### Résultats nationaux
|                           |                                                                                  |            |       |        |               |  |  |  |  |  |  |  |  |  |
| Parti ou alliance         | Parti ou alliance                                                                | Voix       | %     | Sièges | +/-           |  |  |  |  |  |  |  |  |  |
|                           | Parti du peuple pour la reconstruction et la démocratie (PPRD)                   |            |       | 52     | 10            |  |  |  |  |  |  |  |  |  |
|                           | Alliance des forces démocratiques du Congo et alliés (AFDC-A)                    |            |       | 41     | 26            |  |  |  |  |  |  |  |  |  |
|                           | Union pour la démocratie et le progrès social-Tshisekedi (UDPS/Tshisekedi)       |            |       | 32     | 9             |  |  |  |  |  |  |  |  |  |
|                           | Action alternative pour le bien-être et le changement (AAB)                      |            |       | 30     |               |  |  |  |  |  |  |  |  |  |
|                           | Mouvement Social (MS)                                                            |            |       | 23     |               |  |  |  |  |  |  |  |  |  |
|                           | Alliance des acteurs pour la bonne gouvernance du Congo (AABC)                   |            |       | 22     |               |  |  |  |  |  |  |  |  |  |
|                           | Mouvement de libération du Congo (MLC)                                           |            |       | 22     | en stagnation |  |  |  |  |  |  |  |  |  |
|                           | Parti du peuple pour la paix et la démocratie (PPPD)                             |            |       | 22     | 8             |  |  |  |  |  |  |  |  |  |
|                           | Alliance des démocrates pour le renouveau et le progrès (ADRP)                   |            |       | 21     |               |  |  |  |  |  |  |  |  |  |
|                           | Alliance des mouvements du Kongo (AMK)                                           |            |       | 21     |               |  |  |  |  |  |  |  |  |  |
|                           | Parti lumumbiste unifié et alliés (PALU-A)                                       |            |       | 17     | 2             |  |  |  |  |  |  |  |  |  |
|                           | Union pour la nation congolaise (UNC)                                            |            |       | 14     | 3             |  |  |  |  |  |  |  |  |  |
|                           | Avenir du Congo (ACO)                                                            |            |       | 12     |               |  |  |  |  |  |  |  |  |  |
|                           | Alliance des bâtisseurs pour un Congo émergent (ABCE)                            |            |       | 11     |               |  |  |  |  |  |  |  |  |  |
|                           | Rassemblement pour la reconstruction du Congo (RRC)                              |            |       | 11     | en stagnation |  |  |  |  |  |  |  |  |  |
|                           | Parti congolais pour le développement (PCD)                                      |            |       | 11     |               |  |  |  |  |  |  |  |  |  |
|                           | Groupe des 7 (G7)                                                                |            |       | 10     |               |  |  |  |  |  |  |  |  |  |
|                           | Action des alliés pour l'amélioration des conditions de vie des Congolais (AAAC) |            |       | 10     |               |  |  |  |  |  |  |  |  |  |
|                           | Alliance politique CCU et alliés (ALLIANCE)                                      |            |       | 8      |               |  |  |  |  |  |  |  |  |  |
|                           | Alliance pour l’alternance démocratique (AAD)                                    |            |       | 7      |               |  |  |  |  |  |  |  |  |  |
|                           | Dynamique de l'opposition (DO)                                                   |            |       | 8      |               |  |  |  |  |  |  |  |  |  |
|                           | Notre Congo (CNB)                                                                |            |       | 1      |               |  |  |  |  |  |  |  |  |  |
|                           | Autres                                                                           |            |       |        | –             |  |  |  |  |  |  |  |  |  |
|                           | Indépendants                                                                     |            |       |        |               |  |  |  |  |  |  |  |  |  |
|                           | Sièges pourvus en mars                                                           |            |       | 15     | –             |  |  |  |  |  |  |  |  |  |
|                           |                                                                                  |            |       |        |               |  |  |  |  |  |  |  |  |  |
|                           | Total coalition Front commun pour le Congo (PPRD-PPPD-AFDC-AAB-AAAC-AABC-autres) |            |       | 341    |               |  |  |  |  |  |  |  |  |  |
|                           | Total coalition Lamuka (DO-MLC-EPC-PALU-CNB-MSR)                                 |            |       | 112    |               |  |  |  |  |  |  |  |  |  |
|                           | Total coalition Cap pour le changement (UDPS/Tshisekedi-UNC)                     |            |       | 47     | 12            |  |  |  |  |  |  |  |  |  |
|                           |                                                                                  |            |       |        |               |  |  |  |  |  |  |  |  |  |
| Suffrages exprimés        | Suffrages exprimés                                                               | 18 161 182 | 99,08 |        |               |  |  |  |  |  |  |  |  |  |
| Votes blancs et invalides | Votes blancs et invalides                                                        | 168 136    | 0,92  |        |               |  |  |  |  |  |  |  |  |  |
| Total                     | Total                                                                            | 18 329 318 | 100   | 500    | en stagnation |  |  |  |  |  |  |  |  |  |
| Abstentions               | Abstentions                                                                      | 20 212 820 | 52,44 |        |               |  |  |  |  |  |  |  |  |  |
| Inscrits/Participation    | Inscrits/Participation                                                           | 38 542 138 | 47,56 |        |               |  |  |  |  |  |  |  |  |  |

## Accusation de fraude électorale

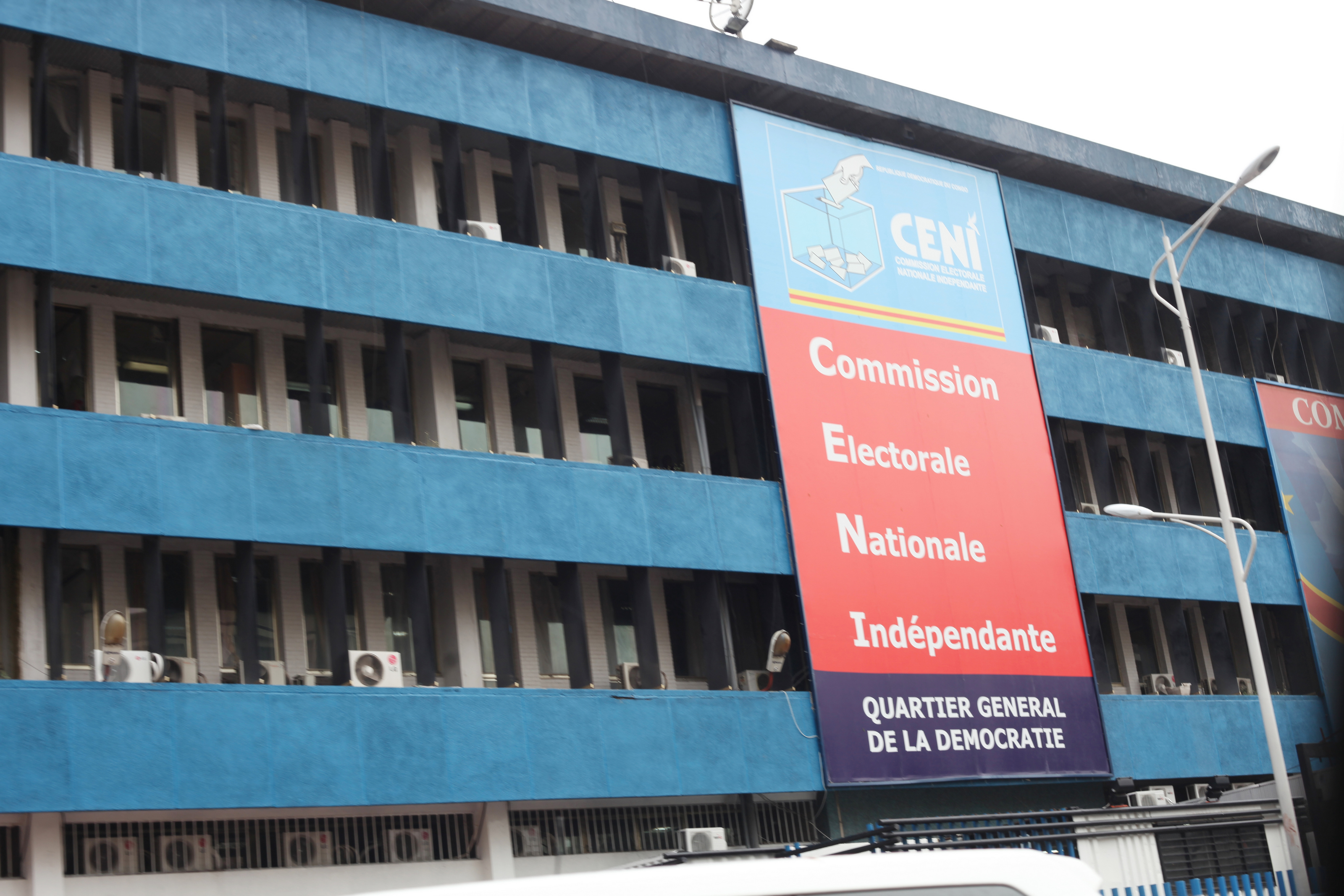
Bureaux de la CENI à Kinshassa

Dès avant la proclamation des résultats de la présidentielle, le gouvernement est accusé d'avoir, à défaut de pouvoir faire élire son candidat, choisit de faire gagner le candidat de l'opposition « douce ». Le candidat Fayulu, parrainé par les deux ennemis personnels de Kabila, Jean-Pierre Bemba et Moïse Katumbi, était en effet jugé comme le « cauchemar du régime »,.
Les déclarations accommodantes de Tshisekedi pour le président sortant plusieurs jours avant l'annonce des résultats auraient constitué des appels du pieds entre les deux camps, en vue d'un accord secret dont l'ex-kabiliste Vital Kamerhe est accusé d'avoir aidé en coulisse à la conclusion,,. Selon le chercheur belge Kris Berwouts, « Cela ne fait aucun doute. Un deal a été passé au sein d’un tout petit groupe d’acteurs. Et Vital Kamerhe, véritable animal politique qui connaît par cœur la classe politique congolaise, en est certainement l’artisan. ». Pour le constitutionnaliste Martin Mulumba, de l’université Paris-I, « Contrairement à son père, qui était intransigeant, qui disait non à tout, Félix a montré qu’il pouvait discuter avec le pouvoir. De son côté, le régime a vite compris qu’il ne pouvait pas remporter cette élection, il lui fallait sauver les meubles et Félix Tshisekedi représentait le moindre mal. ». Selon une source de l'AFP, l'accord octroierait à Kabila une majorité au parlement, et un droit de regard sur des postes stratégiques comme la défense, les finances, la Banque centrale ainsi que le commandement des unités de l'armée et de la police
L'annonce des résultats des législatives qui s'ensuit surprend par sa rapidité. De même que pour les résultats des provinciales, donnés en même temps que ceux de la présidentielle, le décompte n'était pas attendu aussi tôt, mais au minimum à partir de la prestation de serment du nouveau président, soit onze jours plus tard. Les listes de candidats auraient ainsi été préparées bien avant la fin de la compilation des résultats, selon des chiffres d'élus par partis décidés à l'avance par le pouvoir La Céni ne procède par ailleurs qu'à une énumération des noms des candidats députés vainqueurs, sans divulguer de résultats en voix autres que le total au niveau national. Pour la coalition Lamuka, il s'agirait des conséquences d'un accord négocié entre et la coalition Cash et le pouvoir, la première obtenant la présidentielle, tandis que le second conserverait la majorité au parlement.
Selon les résultats provisoires de la Céni, la coalition Lamuka, bien qu'en tête devant le PPRD, n'arriverait que seconde avec moins d'une centaine de sièges, en prenant compte de l'ensemble de la coalition du Front commun pour le Congo, tandis que Félix Tshisekedi ne pourrait compter que sur une cinquantaine de sièges avec 31 sièges pour l'UDPS et 19 pour son allié l'UNC. Avec plus de 70 % des voix à la présidentielle selon la Céni, l'opposition ne parviendrait pas à réunir la majorité absolue aux législatives, tandis que la coalition au pouvoir décrocherait les deux tiers des sièges. 
Cette « cohabitation » permettrait à Kabila de garder la mainmise sur le pays via le contrôle de l'assemblée nationale - et donc du gouvernement dans un pays au régime semi-présidentiel -, ainsi que des assemblées provinciales, faisant du président élu un chef d'état protocolaire, et vidant de sens l'alternance promise aux électeurs,. Kabila créerait ainsi les conditions de son retour au pouvoir en 2023. Le contrôle des assemblées provinciales, dont les membres élisent au scrutin indirect ceux du Sénat, pourrait également permettre au futur ex-président, de droit sénateur à vie, de se faire élire président de la chambre haute, soit la deuxième fonction dans l'ordre protocolaire après le chef de l’État. Le seuil des deux tiers des sièges à l'assemblée permettrait de surcroit au président sortant de faire procéder à une révision de la constitution, selon Martin Fayulu, qui déclare « Monsieur Kabila s’est donné les deux tiers de l’Assemblée nationale parce qu’il pense, demain, avec sa coalition bidon, changer la Constitution. [Il] pense avoir trouvé quelqu’un qui va pérenniser son pouvoir. Le peuple congolais ne le laissera jamais faire cela. C’est pour cela que nous demandons le recomptage de toutes les voix sur [la présidentielle, les législatives et les provinciales]. Il faut recompter les voix. Et si monsieur Kabila et ses acolytes pensent liquider le Congo, nous, on ne le laissera pas ».

## Élections partielles du 31 mars
Les élections reportées dans les circonscriptions de Beni (8 sièges), Beni Ville (2 sièges), Butembo ville (4 sièges) et Yumbi (1 siège) ont lieu le 31 mars,. La coalition Lamuka y remporte dix sièges, le FFC quatre et la coalition CASH un seul,.

## Invalidations
Dans les mois qui suivent, la cour constitutionnelle invalide l'élection d'une trentaine de députés, tous de l'opposition ou de la coalition CASH, au profit de membres du FCC, dans le cadre des contentieux déposés après le scrutin,. Dans la nuit du 10 au 11 juin, la cour en invalide ainsi 26, dont 23 de Lamuka. Cette dernière dénonce un musélement de l'opposition par une haute cour aux ordres du pouvoir, et en violation des procédures. L'article 74 de la loi électorale fixe ainsi à 60 jours à partir des résultats du scrutin le délai au cours duquel la cour constitutionnelle peut rendre de tels arrêts, une période de temps largement dépassée au moment de la décision de la cour,. Grâce à ces arrêts en sa faveur, le FCC pourrait franchir le seuil de 360 sièges sur 500, permettant une modification de la constitution.

## Suites
Le 24 janvier 2019, Tshisekedi prête serment et devient le cinquième président de la république démocratique du Congo. Il prend ses fonctions le 25 janvier. Il s'agit de la première transition pacifique dans le pays.
Confronté à un parlement très largement acquis au président sortant, Tshisekedi met plusieurs mois à négocier un accord de coalition entre sa coalition et celle du FCC. Le président élu doit alors composer avec l'administration de son prédécesseur.

Composition de l'assemblée nationale et du Sénat en 2019
Front commun pour le Congo : 98 sièges
Lamuka : 7 sièges
Cap pour le changement : 3 sièges
Sénateur à vie : 1 siège

Les élections sénatoriales de mars 2019 ne font qu'accroitre sa mise en minorité, le FCC décrochant la quasi-totalité des sièges de sénateurs, élus par les députés provinciaux dans un contexte d'achat de leurs voix qui provoque l'indignation des partisans du président. De nombreux cas de députés provinciaux se faisant acheter leurs voix entre 20000 et 50000 dollars par les candidats sénateurs les plus offrants sont révélés. Plusieurs membres de l'administration Kabila, visée par les sanctions internationales, font en effet monter les enchères en cherchant à s'assurer une immunité par un siège à la chambre haute. La coalition Cash de Tshisekedi ne réunit ainsi que trois sièges, bien en deçà de ce que son nombre de députés provinciaux pouvait laisser espérer. 
La majorité écrasante remporté au Sénat comme à l'assemblée nationale par la coalition FCC de l'ex président Joseph Kabila lui donne désormais le pouvoir de faire réviser par voie parlementaire la Constitution du pays ou encore de mettre en accusation le chef de l'État en exercice, Félix Tshisekedi.

### Gouvernement Ilunga
Le 20 mai 2019, Tshisekedi et Kabila finissent par s'entendre sur un partage du pouvoir. Sylvestre Ilunga est nommé premier ministre sur proposition du président sortant, dont il est un proche allié politique, originaire comme lui de la province du Katanga. Âgé de plus de 70 ans, plusieurs fois ministre sous les gouvernements précédents ainsi que docteur en sciences économiques et professeur à l’université de Kinshasa, Ilunga était alors à la tête de la Société nationale des chemins de fer congolais (SNCC),.
Les négociations mettent cependant encore plusieurs semaines, et ce n'est que le 26 août, près de huit mois après les élections, qu'est formé le nouveau gouvernement. Outre le Premier Ministre, celui ci est composé de 65 membres dont 5 vice premier ministres, 10 ministres d'états, 31 ministres et 17 vice ministres. Sur ce total, 42 sont des membres du FCC, dont notamment les titulaires des ministères de la  Défense nationale, de la Justice et des Finances, contre 23 pour les membres de la coalition Cash de Félix Tshisekedi, dont l'UDPS obtient les portefeuilles de l'intérieur et des affaires étrangères,. Près de 77 % des membres du nouveau gouvernement n'ont alors jamais occupé de place dans un gouvernement congolais,. Le gouvernement est investi le 6 septembre suivant, après avoir bénéficié la veille d'un vote de confiance des députés par 375 voix pour, 4 abstentions et 121 absents, la séance étant boycottée par l'opposition.